# Claus Hermansen
Claus Hermansen (født 18. juli 1919 i København, død 11. juni 1997) var en dansk filminstruktør, filmfotograf, filmproducer og skuespiller. Hermansen boede sammen med Prinsesse Elisabeth i over 20 år og er sammen med hende begravet på Sorgenfri Kirkegård.

## Uddannelse og Karriere
Hermansen var uddannet reklametegner og sidenhen som filmfotograf hos Peer Guldbrandsen. I 1952 blev han hædret med diplomer for to kortfilm på filmfestivalen i Venedig. Under besættelsen begyndte Hermansen at lave kortfilm, og han filmede ligeledes for modstandsbevægelsen. Efter Danmarks befrielse i 1945 rejste han ud for at filme det sønderskudte Europa.
Omkring 1957 blev Hermansen ansat som producer hos Danmarks Radio i 15 år. Efterfølgende lavede han film og udstillinger for bl.a. Nordisk Råd og filmede i Grønland, hvor han instruerede den første grønlandskproducerede film, Narsaq — ung by i Grønland (1979), en film der var finansieret af Narsaq Kommune.

## Film
- Før 9. april, 1985. Dokumentarfilm. Instruktør og manuskriptforfatter.
- Narsaq - ung by i Grønland, 1979. Dokumentarfilm. Instruktør.
- Acute Infections of the Hand, 1961. Dokumentarfilm. Fotograf.
- Herr Korczak og børnene, 1960 - Instrueret af Sam Besekow (TV). Skuespiller.
- Bornholm - blade af jordens dagbog, 1947. Dokumentarfilm. Instruktør.